# Österreichische Bundesbahnen
Österreichische Bundesbahnen (česky Rakouské spolkové dráhy), kód VKM ÖBB, je rakouský národní dopravce. Jde o nástupnickou organizaci za Bundesbahnen Österreich (BBÖ) (Spolkové dráhy Rakouska), které byly začleněny do Deutsche Reichsbahn v letech 1938 až 1945. Vedle Rakouska zajišťuje železniční dopravu i v sousedním Lichtenštejnsku. 
Elektrifikace Rakouských železnic byla započata v roce 1912. Pravidelný parní provoz byl ukončen v roce 1978.

## Organizační struktura
1. ledna 2005 byla vytvořena nová organizační struktura:
- ÖBB-Holding AG (holdingová společnost, která poskytuje strategický pohled na železnici)
  - ÖBB-Dienstleistungs GmbH
- ÖBB-Personenverkehr AG (osobní doprava)
- Rail Cargo Austria AG (nákladní doprava)

Pomocné organizace ÖBB-Personenverkehr AG a Rail Cargo Austria AG jsou:
- ÖBB-Traktion GmbH (poskytování lokomotiv)
- ÖBB-Technische Services GmbH (technické služby)

Ostatní společnosti:
- ÖBB-Infrastruktur Betrieb AG (údržba tratí, železničních stanic a infrastruktury)
- ÖBB-Infrastruktur Bau AG (plánování, správa a výstavba infrastruktury)
  - Brenner Eisenbahn GmbH
  - ÖBB-Immobilien Management GmbH

## Statistiky
ÖBB má
- 44 000 zaměstnanců (jeden z největších zaměstnavatelů v Rakousku).
- 5 700 km tratí
- 1 230 lokomotiv.
- 22 000 osobních vozů a vozidel
- Přepravilo 192 000 000 pasažérů
- Přepravilo 245 000 000 pasažérů pomocí autobusů
- Autobusy ÖBB ujedou za rok 52,13 milionů km

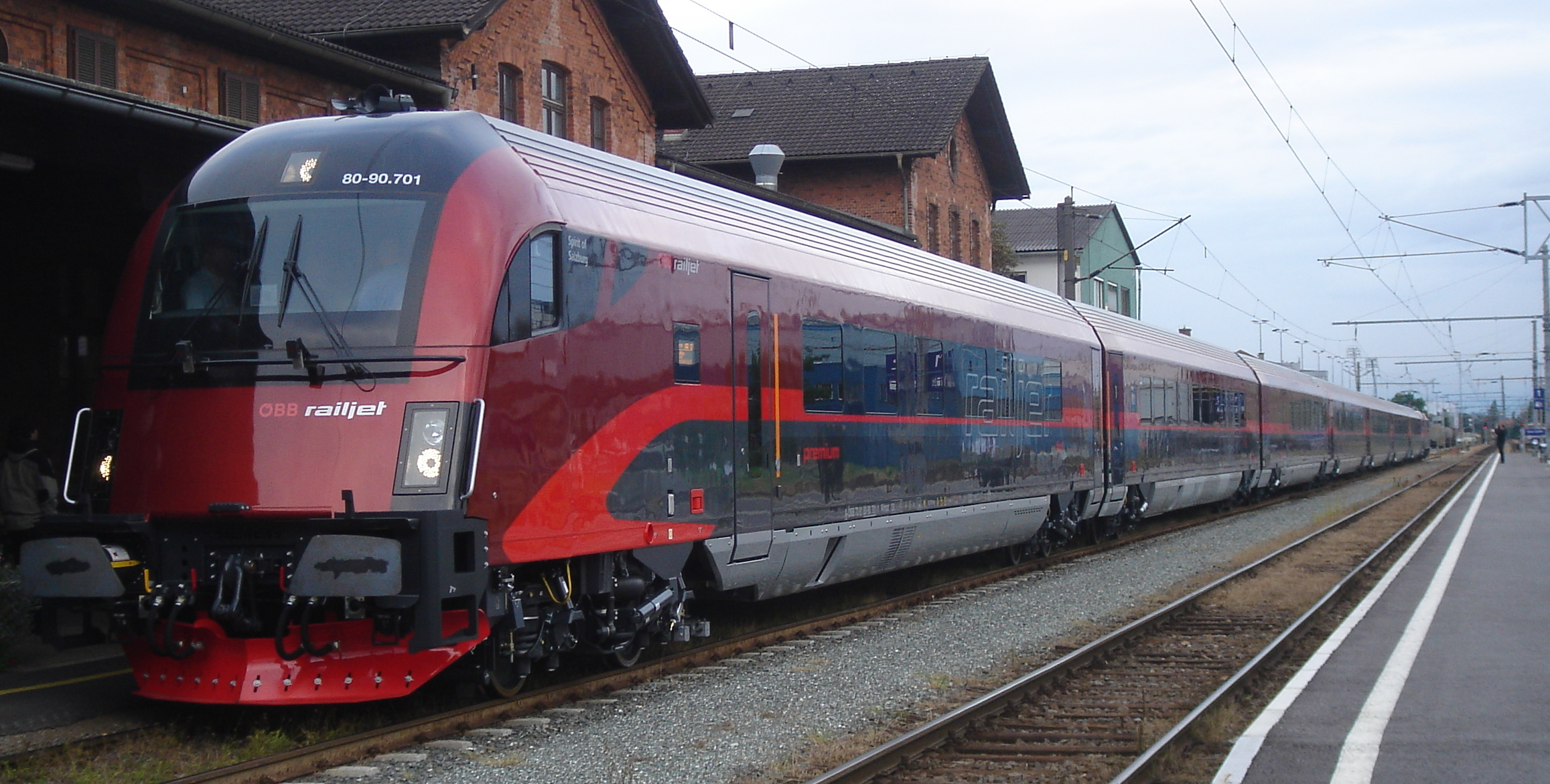
ÖBB disponuje od roku 2008 také flotilou vysokorychlostních vlaků RailJet

## Vysokorychlostní vlaky railjet
14. prosince 2008 byly v Rakousku spojově nasazeny vysokorychlostní vlaky railjet. Maximální cestovní rychlost soupravy je 230 km/h a v plně klimatizované soupravě jsou tři třídy pro cestující – economy, first a nejvyšší třída business (dříve premium). Od roku 2014 jezdí taky ČD railjety z Prahy do Vídně a do Štýrského Hradce.